# Бёттхер, Пауль
Пауль Бёттхер (нем. Paul Böttcher; 2 мая 1891, Лейпциг — 17 февраля 1975, там же) — немецкий политик, член Коммунистической партии Германии, депутат парламента Саксонии, журналист, редактор, советский разведчик, член Красной капеллы.

## Биография
Начал свою трудовую биографию наборщиком в типографии.
В рабочем движении с 1905 года. В 1907 году в Лейпциге присоединился к антимилитаристскому объединению «Свободная социалистическая молодёжь», которая выступала с позиций Карла Либкнехта, в 1908 году стал его председателем. С том же году — член профсоюза.
Со времени основания Независимой социал-демократической партии Германии (1917) вошел в её ряды, примкнув к левому крылу независимых. Принимал деятельное участие в борьбе за переход этой партии в коммунистический лагерь.
В ноябре 1918 года стал редактором «Leipziger Volkszeitung». В 1920 году переехал в Штутгарт и работал главным редактором органа левой газеты «Социал-демократ». В октябре 1920 года избран делегатом партийного съезда Независимой социал-демократической партии Германии и объединительного съезда партии в декабре 1920 года.
После слияния независимых с социал-демократами (1922) П. Бетхер вступил в Германскую коммунистическую партию и был избран в ЦК компартии; играл заметную роль в качестве редактора лейпцигского печатного органа партии и политического руководителя партийной организации лейпцигского округа.
Пауль Бетхер в Германии в двадцатые годы считался видным деятелем социал-демократической партии Германии.
Во время участия компартии в саксонском рабочем правительстве в октябре 1923 г. П. Бетхер входил в него в качестве министра финансов. Некоторое время был членом исполкома Коминтерна. В 1924 году, когда КПГ стала ультралевой, был освобожден от всех партийных функций как ведущий «правый уклонист». В 1926 году, после того как ультралевое партийное руководство было отправлено в отставку, П. Бетхер вернулся к партийной работе и стал главным редактором «Sachsische Arbeiterzeitung».
В конце 1928 г. из-за разногласий по поводу социал-фашизма был уволен с должности редактора и в январе 1929 г. исключён из КПГ. В 1933 году после прихода к власти нацистов смог эмигрировать в Швейцарию, где работал внештатным журналистом.
Вместе со своей женой Рашель Дюбендорфер, стал активным агентом советской и швейцарской разведок, участником сети резидентур Красная капелла. Под псевдонимом «Пауль» сотрудничал с Христианом Шнайдером, Шандором Радо, Леопольдом Треппером, Генри Робинсоном.
После окончания войны вернулся в Восточную Германию. 23 февраля 1946 года вместе с другими участниками группы был доставлен самолетом в Москву и там арестован. В феврале 1947 года приговорён к десяти годам лагерей по статье 58.6 Уголовного кодекса РСФСР. Несмотря на инвалидность, работал лесорубом, плотником, каменщиком, маляром, фельдшером, переплетчиком и библиотекарем. Освобождён из лагеря ГУЛАГа во время хрущевской оттепели. В марте 1956 года вернулся в Лейпциг. В ГДР стал членом СЕПГ и заместителем главного редактора «Leipziger Volkszeitung». В 1968 году вышел на пенсию.
Способный журналист, автор ряда политических брошюр, занимался исследовательской работой по истории русской революции и составил указатель иностранной литературы, посвящённой этому вопросу.

## Награды
- Орден Карла Маркса (1965)
- Золотой Орден «За заслуги перед Отечеством» (ГДР)(1971)
- Орден Отечественной войны
- Медаль за участие в вооруженной борьбе немецкого рабочего класса с 1918 по 1923 год
- Медаль борцам с фашизмом 1933—1945 гг.
- Памятный знак «20 лет государственной безопасности ГДР»